# Dictyophara nizipa
Dictyophara nizipa är en insektsart som beskrevs av Dlabola 1986. Dictyophara nizipa ingår i släktet Dictyophara och familjen Dictyopharidae. Inga underarter finns listade i Catalogue of Life.